# Caspar Holten Grevencop-Castenschiold
Caspar Holten Grevencop-Castenschiold, født Castenchiold (2. juni 1780 på Hørbygård – 13. februar 1854 på Store Frederikslund) var en dansk godsejer og kammerherre, far til Jørgen og Melchior Grevenkop-Castenskiold.
Han var søn af Jørgen Frederik Castenschiold og blev 1797 student, 1801 premierløjtnant i Søndre sjællandske Landeværnsregiment med kaptajns karakter, 1802 cand. jur., 1804 kompagnichef ved Søndre sjællandske Landeværnsregiment, 1808 kompagnichef ved Danske Artilleribataljon, fik 1810 afsked og blev 1811 karakteriseret major. 1813 arvede han Store og Lille Frederikslund og Hørbygård og købte 1825 Hagestedgård.
Han fik 5. maj 1826 patent at føre sin morfaders navn og våben og kalde sig Grevencop-Castenschiold og blev samme år kammerherre, blev 1834 stænderdeputeret, 1839 karakteriseret oberstløjtnant og 28. juli 1840 Ridder af Dannebrog.
26. maj 1803 ægtede han i Garnisons Kirke Jacobine Severine Magens (4. juli 1786 på St. Thomas - 29. april 1812 på Store Frederikslund), datter af kammerråd Johannes Magens og Else Margrethe Schmidt.